# Regles de derivació
Aquest article és un resum de les regles de derivació, és a dir, les regles que es fan servir en càlcul infinitesimal per a calcular la derivada d'una funció a partir de les derivades de les funcions base que es troben a la taula de derivades i que combinades entre elles amb combinacions lineals, productes o, composicions formen les funcions elementals.

## Regles elementals de derivació
Tret que es digui alta cosa, totes les funcions ho seran de R en R, to i que, les fórmules de més avall es poden aplicar de forma més general sempre que estiguin ben definides.

### La derivació és lineal
Per a qualsevol parell de funcions f i g i qualsevol parella de nombres reals a i b.
{\displaystyle (af+bg)'=af'+bg'.\,}
En altres paraules, la derivada de la funció h(x) = a f(x) + b g(x) respecte de x és
{\displaystyle h'(x)=af'(x)+bg'(x).\,}
Emprant la notació de Leibniz això s'escriu
{\displaystyle {\frac {d(af+bg)}{dx}}=a{\frac {df}{dx}}+b{\frac {dg}{dx}}.}
Casos particulars d'aquesta regla són:
- La Regla de la derivada del producte per una constant

{\displaystyle (af)'=a\,f'\,}
- La Regla de la derivada de la suma

{\displaystyle (f+g)'=f'+g'\,}
- La regla de la derivada de la resta

{\displaystyle (f-g)'=f'-g'.\,}

### Regla del producte o de Leibniz
Per a qualsevol parella de funcions f i g,
{\displaystyle (fg)'=f'g+fg'.\,}
En altres paraules, la derivada de la funció h(x) = f(x) g(x) respecte de x és
{\displaystyle h'(x)=f'(x)g(x)+f(x)g'(x).\,}
En notació de Leibniz això s'escriu
{\displaystyle {\frac {d(fg)}{dx}}={\frac {df}{dx}}g+f{\frac {dg}{dx}}.}
Fixeu-vos que la derivada d'un producte dona la suma de dos productes, per a calcular la derivada segona caldrà aplicar la linealitat de la derivació i la regla del producte altre cop. Pel cas de la derivada enèsima es pot aplicar la regla del producte generalitzada que adopta un aspecte anàleg al binomi de Newton però cal parar compte perquè els superíndex en comptes de potències són derivades d'ordre superior:
{\displaystyle (f\cdot g)^{(n)}=\sum _{k=0}^{n}{n \choose k}f^{(k)}g^{(n-k)}}

### Regla de la cadena
Aquesta regla serveis per a calcular la derivada d'una funció d'una funció, és a dir de la funció funció composta {\displaystyle f\circ g} d'altres dues funcions f i g:
{\displaystyle (f\circ g)'=(f'\circ g)g'.\,}
En altres paraules, la derivada de la funció h(x) = f(g(x)) respecte de x és
{\displaystyle h'(x)=f'(g(x))g'(x).\,}
En notació de Leibniz això s'escriu (de forma molt suggeridora):
{\displaystyle {\frac {df}{dx}}={\frac {df}{dg}}{\frac {dg}{dx}}.\,}

### Regla del quocient
Si f i g són funcions, llavors:
{\displaystyle \left({\frac {f}{g}}\right)'={\frac {f'g-fg'}{g^{2}}}\quad } sempre que g sigui diferent de zero.
La forma més fàcil de demostrar-ho és plantejant que el numerador és igual al quocient multiplicat pel denominador, aplicar la regla del producte i aïllar la derivada del quocient.

### Regla de la raó inversa d'una funció
Per a qualsevol funció f, (a tot arreu on no valgui zero), la derivada de la funció 1/f (que a cada punt x val 1/f(x)) és
{\displaystyle -{\frac {f'}{f^{2}}}.\,}
En altres paraules, la derivada de h(x) = 1/f(x) és
{\displaystyle h'(x)=-{\frac {f'(x)}{f(x)^{2}}}.\ }
En notació de Leibniz, això s'escriu
{\displaystyle {\frac {d(1/f)}{dx}}=-{\frac {1}{f^{2}}}{\frac {df}{dx}}.\,}
(És un cas particular de la regla del quocient quan la funció del numerador és la funció constant {\displaystyle f(x)=1})

### Regla de la funció inversa
No s'ha de confondre amb la regla de la raó inversa d'una funció: la raó inversa 1/x d'un nombre real no nul x és la seva inversa respecte de la multiplicació, mentre que la inversa d'una funció és la seva inversa respecte de la composició de funcions.
Si la funció f é inversa g = f−1 (de forma que g(f(x)) = x i f(g(y)) = y) llavors
{\displaystyle g'={\frac {1}{f'\circ f^{-1}}}.\,}
En notació de Leibniz, això s'escriu (de forma molt suggeridora) com
{\displaystyle {\frac {dx}{dy}}={\frac {1}{dy/dx}}.}

## Altres regles de derivació

### Regles generalitzades de la potència
La regla de la potenciació més general és la regla de la potenciació funcional: per a qualsevol parella de funcions f i g,
{\displaystyle (f^{g})'=\left(e^{g\ln f}\right)'=f^{g}\left(f'{g \over f}+g'\ln f\right),\quad }
A tot arreu on les expressions de tots dos cantons estiguin ben definides.

### Derivació logarítmica
La derivada logarítmica és una altra forma d'establir la regla per a calcular el logaritme d'una funció (fent servir la regla de la cadena):
{\displaystyle (\ln f)'={\frac {f'}{f}}\quad } sempre que f sigui positiu.